# Ноздрига
Ноздрига (Ноздрека) — река в Вытегорском районе Вологодской области России, правый приток Андомы.
Берёт исток в небольшом озерце на территории Андомского сельского поселения, течёт на запад в незаселённой болотистой местности. Принимает несколько притоков и в окрестностях деревень Березина, Михалево, Сергеево впадает в реку Андома в 21 км от её устья. Длина реки 22 км.

## Гидроним
Вариантами названия являются Ноздрега / Нозрека / Но(в)здручей / Новза.
При всех отмечаемых фонетических вариациях основы опорной следует считать форму Новз-, сопоставимую с карельским nousta ‘поднимать(ся) (в данном случае на поверхность)’ и карельским ливвиковским nouzem(u) ‘ключ, родник, источник’. Эта этимологическая гипотеза подтверждается характером географических реалий: температура воды в р. Ноздрига ощутимо холоднее воды в принимающей её р. Андома.

## Данные водного реестра
По данным государственного водного реестра России относится к Балтийскому бассейновому округу, водохозяйственный участок реки — Бассейн Онежского озера без рр. Шуя, Суна, Водла и Вытегра, речной подбассейн реки — Свирь (включая реки бассейна Онежского озера). Относится к речному бассейну реки Нева (включая бассейны рек Онежского и Ладожского озера).
Код объекта в государственном водном реестре — 01040100612102000017352.